# Junkers EF 128
Junkers EF 128 — німецький реактивний літак завершального етапу Другої світової війни.

## Історія
На замовлення міністерство авіації, Верховного командування Люфтваффе авіакомпанії почали розробляти реактивні винищувачі з швидкістю до 1000 км/год. Поряд з Messerschmitt P.1110, Focke-Wulf Ta 183, Heinkel P. 1078, Blohm & Voss P 212 був розроблений Junkers EF 128, який виграв конкурс.
Одномісний денний винищувач з реактивним двигуном Heinkel HeS 011, 4×30-мм швидкострільними гарматами MK 108 розвивав швидкість до 1000 км/год на висоті 7000 м. На відміну від решти прототипів Junkers запропонував ще варіант двомісного всепогодного винищувача з радаром у носовій частині. У герметичній кабіні пілот і оператор радара сиділи один за одним на сидіннях з пристроєм катапультування.
Конструкція літака являла собою високоплан яйцеподібної у перерізі форми з стріловидним крилом без хвостових органів управління. Рулі напрямку знаходились на задніх кромках крил. Реактивний мотор розміщувався у задній частині фюзеляжу з повітрязабірниками під крилами.
Початок виробництва планувався на середину 1945 року.